# Jim Cummings (acteur, 1986)
Pour les articles homonymes, voir Jim Cummings.
Jim Cummings (né le 31 octobre 1986 à La Nouvelle-Orléans, en Louisiane) est un acteur, réalisateur, scénariste, producteur de cinéma et compositeur de musique de film américain.
Il est primé du Grand Prix du Festival du cinéma américain de Deauville 2018 pour son film Thunder Road.

## Biographie

### Jeunesse et formation
Jim Cummings naît le 31 octobre 1986 à La Nouvelle-Orléans, en Louisiane . Jeune, il fréquente l'Emerson College à Boston, d'où il sortira diplômé. Après son divorce, il part emménager à Los Angeles et travailler comme producteur pour CollegeHumor (en).

### Carrière
Après avoir réalisé son premier long métrage No Floodwall Here (2010), Jim Cummings réalise le court métrage Thunder Road (en), en 2016. Il est sélectionné et récompensé du grand prix du festival de Sundance. Le chanteur Bruce Springsteen accepte que le réalisateur utilise sa chanson Thunder Road. Il adapte son court métrage en long métrage Thunder Road (2018), où il interprète le rôle principal. Ce film est sélectionné dans plusieurs festivals comme l'Acid au Festival de Cannes et reçoit le prix du grand jury à South by Southwest ou celui du grand prix du jury au festival du cinéma américain de Deauville,.
En 2020, il signe une comédie horrifique The Wolf of Snow Hollow, mettant en scène un loup-garou terrorisant une petite ville de l'Utah.
En 2021, il réalise et joue dans The Beta Test, satire de l'industrie du film à Hollywood également bien reçue par la critique,,,.

## Filmographie

### Comme réalisateur

#### Longs métrages
- 2010 : No Floodwall Here (premier long métrage)
- 2018 : Thunder Road
- 2020 : The Wolf of Snow Hollow (en)
- 2021 : The Beta Test

#### Courts métrages
- 2009 : Brothers
- 2012 : The Flamingo
- 2015 : The Chucko
- 2016 : Us Funny
- 2016 : Call Your Father
- 2016 : Thunder Road (en)
- 2017 : The Robbery
- 2017 : It's All Right, It's Ok
- 2017 : Parent Teacher
- 2017 : Cory Comes to Christmas
- 2017 : The Mountains of Mourne
- 2017 : Hydrangea
- 2024 : The Last Brunch

### Comme scénariste

#### Longs métrages
- 2010 : No Floodwall Here de lui-même (premier long métrage)
- 2018 : Thunder Road de lui-même
- 2020 : The Wolf of Snow Hollow (en) de lui-même
- 2021 : The Beta Test de lui-même

#### Courts métrages
- 2012 : The Flamingo de lui-même
- 2015 : The Chucko de lui-même
- 2016 : Thunder Road (en) de lui-même
- 2017 : The Robbery de lui-même
- 2017 : It's All Right, It's Ok de lui-même
- 2017 : Parent Teacher de lui-même
- 2017 : Cory Comes to Christmas de lui-même
- 2017 : The Mountains of Mourne de lui-même
- 2017 : Hydrangea
- 2024 : The Last Brunch de lui-même

### Comme acteur

#### Longs métrages
- 2018 : Thunder Road de lui-même : l'officier Jim Arnaud
- 2020 : The Block Island Sound de Kevin McManus et Matthew McManus : Dale
- 2020 : The Wolf of Snow Hollow (en) de lui-même : John Marshall
- 2021 : The Beta Test de lui-même : Jordan Hines
- 2021 : Halloween Kills de David Gordon Green : Pete McCabe
- 2023 : Last Stop : Yuma County (The Last Stop in Yuma County) de Francis Galluppi : le vendeur de couteaux

#### Courts métrages
- 2014 : This is Jay Calvin : Jay Calvin
- 2016 : Thunder Road (en) de lui-même : l'officier Jim Arnaud
- 2016 : Us Funny de lui-même et Julia Bales
- 2017 : The Mountains of Mourne de lui-même

#### Séries télévisées
- 2018 : The Handmaid's Tale : La Servante écarlate (The Handmaid's Tale) : Burke (saison 1, épisode 3 : Late)
- 2023 : Barry

### Comme producteur

#### Longs métrages
- 2010 : No Floodwall Here de lui-même (première production)
- 2015 : Les Secrets des autres (The Grief of Others) de Patrick Wang
- 2015 : Krisha de Trey Edward Shults (en tant que producteur associé)

#### Court métrage
- 2012 : The Flamingo de lui-même